# Пуччи, Лу Тейлор
Лу Тейлор Пуччи (англ. Lou Taylor Pucci; род. 27 июля 1985, Сисайд-Хайтс, Нью-Джерси, США) — американский актёр, наиболее известен по роли Джастина Кобба в фильме «Дурная привычка» и роли Эрика в фильме «Зловещие мертвецы: Чёрная книга».

## Биография
Пуччи родился в Сисайд-Хайтс, Нью-Джерси, в семье бывшей модели Линды Фарвер и гитариста Луи Пуччи. Окончил академию «Christian Brothers» в Линкрофте, Нью-Джерси.

## Карьера
Впервые появился на сцене в 10 лет, в мюзикле «Оливер!». Спустя два года появился в качестве дублера на Бродвее в мюзикле «Звуки музыки», где сыграл Фридриха фон Траппа. Его можно увидеть в фильме «Чамскраббер» (2005), в мини-сериале HBO «Эмпайр Фоллз» (2005), а также в главной роли в фильме «Дурная привычка», за которую выиграл премию «Серебряный медведь» за лучшую мужскую роль на Берлинском кинофестивале. Он также появился в клипе «Jesus of Suburbia» группы Green Day.
В 2008 году снялся в трёх фильмах, которые были показаны на Кинофестивале «Сандэнс»: «Короткие интервью с подонками», «Информаторы» и «Человек, который все знал».
В 2012 году Лу Тейлор появился в главной роли в фильме «История Люка», сыграв вместе с Сетом Грином. В 2013 сыграл одну из главных ролей в фильме «Зловещие мертвецы: Чёрная книга». В 2014 появился в главной роли в фильме «Весна». В том же году появился в телесериалах «Полиция Чикаго» и «Закон и порядок: Специальный корпус» в роли Тедди Кортни.
В 2015 снялся в фильме ужасов «Одержимость Авы», также имеет неопределенную роль в фильме «Ты превыше всего». В 2016 году снялся в фильме «Poor Boy» вместе с Майклом Шенноном, премьера которого состоялась в апреле на «Кинофестивале Трайбека».

## Фильмография
| Год  |     | Русское название                           | Оригинальное название                             | Роль           |
| ---- | --- | ------------------------------------------ | ------------------------------------------------- | -------------- |
| 2002 | ф   | Персональное ускорение                     | Personal Velocity: Three Portraits                | Кевин          |
| 2005 | ф   | Дурная привычка                            | Thumbsucker                                       | Джастин Кобб   |
| 2005 | ф   | Чамскраббер                                | The Chumscrubber                                  | Ли             |
| 2005 | мтф | Эмпайр Фоллз                               | Empire Falls                                      | Джон Восс      |
| 2005 | с   | Видео судьбы                               | Video on Trial                                    | мужчина        |
| 2006 | ф   | 50 таблеток                                | Fifty Pills                                       | Даррен         |
| 2006 | ф   | Нация фастфуда                             | Fast Food Nation                                  | Джеральд       |
| 2006 | с   | Закон и порядок: Преступное намерение      | Law & Order: Criminal Intent                      | Джо Фрост      |
| 2006 | ф   | Сказки юга                                 | Southland Tales                                   | Мартин         |
| 2007 | ф   | За удачей                                  | The Go-Getter                                     | Mercer         |
| 2008 | ф   | Явные заболевания                          | Explicit Ills                                     | Джейкоб        |
| 2008 | ф   | Человек, который всё знал                  | The Answer Man                                    | Крис Лукас     |
| 2008 | ф   | Информаторы                                | The Informers                                     | Тим            |
| 2008 | ф   | Всадники апокалипсиса                      | Horsemen                                          | Алекс Бреслин  |
| 2009 | ф   | Фанаты                                     | Fanboys                                           | Boba Fett #1   |
| 2008 | ф   | Носители                                   | Carriers                                          | Дэнни          |
| 2009 | ф   | Короткие интервью с подонками              | Brief Interviews with Hideous Men                 | Эван           |
| 2010 | ф   | Братство                                   | Brotherhood                                       | Кевин          |
| 2010 | ф   | Начинающие                                 | Beginners                                         | фокусник       |
| 2011 | ф   | Музыка продолжала играть                   | The Music Never Stopped                           | Габриель Сойер |
| 2011 | ф   | Легенда о вратах ада: Американский заговор | The Legend of Hell's Gate: An American Conspiracy |                |
| 2012 | с   | Девочки                                    | Girls                                             | Эрик           |
| 2012 | ф   | Джек и Дайан                               | Jack & Diane                                      | Том            |
| 2012 | ф   | История Люка                               | The Story of Luke                                 | Люк            |
| 2013 | ф   | Зловещие мертвецы: Чёрная книга            | Evil Dead                                         | Эрик           |
| 2013 | ф   | А теперь все вместе                        | All Together Now                                  | Рон            |
| 2013 | ф   | Безрассудный                               | Reckless                                          | Райан Харрисон |
| 2014 | с   | Полиция Чикаго                             | Chicago P.D                                       | Тедди          |
| 2014 | с   | Закон и порядок: Специальный корпус        | Law & Order: Special Victims Unit                 | Тедди          |
| 2014 | ф   | Остановись и гори                          | Halt and Catch Fire                               | Хит            |
| 2014 | ф   | Весна                                      | Spring                                            | Эван           |
| 2015 | ф   | Одержимость Авы                            | Ava's Possessions                                 | Бен            |
| 2015 | ф   |                                            | Poor Boy                                          | Ромео Григгз   |
| 2016 | ф   | Ты превыше всего                           | You Above All                                     |                |
| 2019 | с   | Американская история ужасов: 1984          | American Horror Story: 1984                       | Джонас Шевур   |